# Meridiano 167 oeste
El meridiano 167 oeste de Greenwich es una línea de longitud que se extiende desde el Polo Norte atravesando el océano Ártico, América del Norte, el océano Pacífico, el océano Antártico y la Antártida hasta el Polo Sur.
El meridiano 167 oeste forma un gran círculo con el meridiano 13 este.
Comenzando en el Polo Norte y dirigiéndose hacia el Polo Sur, el meridiano 167 oeste pasa a través de:
| Coordenadas                         | País, territorio o mar | Notas |
| ----------------------------------- | ---------------------- | --- |
| 90°0′N 167°0′O / 90.000, -167.000   | Océano Ártico          | |
| 71°48′N 167°0′O / 71.800, -167.000  | Mar de Chukotka        | Pasa justo al oeste de Point Hope, Alaska, Estados Unidos                                                                                       |
| 66°33′N 167°0′O / 66.550, -167.000  | Mar de Bering          | |
| 66°0′N 167°0′O / 66.000, -167.000   | Estados Unidos         | Alaska - Península de Seward |
| 65°22′N 167°0′O / 65.367, -167.000  | Mar de Bering          | |
| 60°13′N 167°0′O / 60.217, -167.000  | Estados Unidos         | Alaska - Isla Nunivak |
| 59°59′N 167°0′O / 59.983, -167.000  | Mar de Bering          | |
| 53°57′N 167°0′O / 53.950, -167.000  | Estados Unidos         | Alaska - Isla Unalaska |
| 53°25′N 167°0′O / 53.417, -167.000  | Océano Pacífico        | El meridiano define la frontera marítima este de las Islas Cook desde 8°0′S 167°0′O / -8.000, -167.000 hasta 23°0′S 167°0′O / -23.000, -167.000 |
| 60°0′S 167°0′O / -60.000, -167.000  | Océano Antártico       | |
| 78°28′S 167°0′O / -78.467, -167.000 | Antártida              | Dependencia Ross, reclamada por Nueva Zelanda                                                                                                   |